# Thonhausen
Thonhausen es un municipio situado en el distrito de Altenburger Land, en el estado federado de Turingia (Alemania), a una altitud de 300 metros. Su población a finales de 2016 era de unos 550 habitantes y su densidad poblacional, 60 hab/km².
Se encuentra junto a la frontera con el estado de Sajonia. Dentro del distrito, el municipio está asociado a la mancomunidad (Verwaltungsgemeinschaft) de Oberes Sprottental, que tiene su sede en la vecina ciudad de Schmölln. En su territorio se incluye la pedanía de Wettelswalde, localidad de unos setenta habitantes que fue municipio hasta que pasó a considerarse un barrio de Thonhausen en 1950.
Se conoce la existencia de un lugar habitado aquí en documentos de 1181-1214. La actual localidad fue creada en 1928 mediante un acuerdo de límites entre los estados de Turingia y Sajonia, ya que una parte del pueblo pertenecía al ducado de Sajonia-Altemburgo y la otra al reino de Sajonia.